# Disastro di Torre del Bierzo
Il disastro ferroviario di Torre del Bierzo è avvenuto il 3 gennaio 1944 presso il villaggio spagnolo di Torre del Bierzo, nella comarca di El Bierzo nella provincia di León.
Si è trattato di una collisione in galleria fra tre convogli, causata da un guasto ai freni di uno di questi. Il numero ufficiale all'epoca dei fatti fu fissato in 78 vittime, ma era già chiaro che in realtà i morti fossero tra 200 e 250. Stime più recenti riportano un numero compreso tra le 500 e le 800 vittime. Questa discrepanza di numeri è dovuta ad un tentativo da parte del governo di Francisco Franco di ridurre l'entità della vicenda nell'opinione pubblica.

## Antefatto
Alle 20:30 del 2 gennaio il Galicia, un espresso passeggeri-postale proveniente da Madrid per La Coruña composto da 12 vagoni, lasciò la stazione di partenza trainato da una coppia di locomotive 4-8-0 Mastodon.
Durante la prima parte del viaggio, il treno accumulò due ore di ritardo per via di problemi all'impianto frenante, che alla stazione di Astorga venne controllato sommariamente. In seguito venne rilevato un surriscaldamento anomalo ad un asse di una delle locomotive, che venne rimossa.
Oramai in ritardo di tre ore, il treno continuò il viaggio verso La Coruña, continuando a manifestare problemi ai freni, acuiti dalla mancanza della seconda macchina (rimossa in precedenza). Durante una discesa ripida presso Branuelas il problema ai freni si manifestò come molto serio, ma i macchinisti decisero di procedere ugualmente. Giunto alla stazione di Albares, il Galicia non riuscì a fermarsi nonostante tutti i freni fossero attivati e dalla locomotiva venne buttata sabbia per aumentare l'adesione alla rotaia: il convoglio superò il paese mentre il capostazione telefonava a Torre del Bierzo per avvisare di un convoglio senza freni in corsa sulla discesa.

## Torre del Bierzo
Il capostazione di Torre del Bierzo ordinò di accatastare traversine sui binari, così da rallentare il convoglio, ma questi sforzi furono insufficienti: il treno attraversò la stazione fischiando, con tutti i freni tirati e spazzando via ogni ostacolo sul percorso, lanciato verso il Tunnel N.20 che cominciava poco dopo la stazione stessa.
Un locomotore di manovra con tre carrozze al traino stava evacuando la stazione attraverso il tunnel, dopo aver ricevuto dal capostazione l'avviso di un treno in corsa fuori controllo. Mentre la locomotiva e il primo vagone erano già usciti, gli ultimi due carri furono investiti dal Galicia.
I due carri del treno in manovra e i primi sei carri del postale cominciarono immediatamente a bruciare, per via del gas dell'impianto illuminante e della cassa in legno.
Intanto, un terzo treno composto da 27 carri carichi di carbone si stava dirigendo verso Torre del Bierzo percorrendo la linea in direzione opposta. L'incidente aveva distrutto l'impianto segnaletico, lasciando la segnalazione di linea libera. Il macchinista del locomotore di manovra, illeso, cercò di correre verso il terzo treno segnalando l'incidente.
Il treno carboniero tirò il freno, l'enorme massa in movimento rallentò un poco ma non abbastanza: travolse, uccidendolo, il manovratore che dava l'allarme e si schiantò sui rottami. L'urto fu fatale per i quattro macchinisti del terzo convoglio.

## Conseguenze
L'incendio fu così esteso che bruciò per due interi giorni, rendendo impossibile l'identificazione delle vittime.
La censura del regime di Francisco Franco, il cui governo era appena uscito dalla Guerra Civile Spagnola, operò per ridurre la diffusione della notizia. Anche il rapporto ufficiale della RENFE è andato perso.
Molte persone viaggiavano senza biglietto, per cui non è possibile avere una stima precisa delle vittime. I sopravvissuti raccontarono di un treno completamente pieno, con molte persone che si recavano alla fiera natalizia a Bembibre. Il numero reale delle vittime è ancora incerto, e viene solitamente considerato di circa 200-250 morti, mentre stime più recenti parlano di 500-800 deceduti.